# Miss Ukraine Univers
 (novembre 2023).
Si vous disposez d'ouvrages ou d'articles de référence ou si vous connaissez des sites web de qualité traitant du thème abordé ici, merci de compléter l'article en donnant les références utiles à sa vérifiabilité et en les liant à la section « Notes et références ».
Miss Ukraine Univers est un concours de beauté féminin créé en 2006, réservé aux jeunes femmes de l'Ukraine qualificatif pour l'élection de Miss Univers uniquement.

## Lauréates
- 2004 : Oleksandra Nikolayenko
- 2006 : Inna Tsymbaliouk
- 2007 : Lyudmila Bikmullina (en)
- 2008 : Eleonora Masalab (en)
- 2009 : Kristina Kots-Gotlib
- 2010 : Anna Poslavska (en)
- 2011 : Olessia Stefanko